# Naturtillstånd
Naturtillståndet betecknar det tillstånd människan befann sig i innan det fanns några stater, eller i vissa fall ens samhällen. Enligt denna definition kan termen bokstavligt sett idag anses hänvisa till de jägar-samlarsamhällen som utgjorde den allenarådande samfundsformen innan den neolitiska revolutionen då jordbruk infördes och mer komplexa, stratifierade samhällsformer möjliggjordes. Skulle dock termen, som den i vissa fall gör, hänvisa till människans tillstånd innan hon över huvud taget samlevde med andra torde människan aldrig ha levat i ett naturtillstånd: vi har ärvt vår natur som flockdjur från de tidiga apdjur som är våra evolutionära föregångare.

## Naturtillståndet inom kontraktualismen
Begreppet "naturtillstånd" förekommer främst inom kontraktualistisk politisk filosofi. Det har skildrats på olika sätt av olika tänkare.
Thomas Hobbes ger en dyster bild av naturtillståndet i sin bok Leviathan (1651). Där råder "allas krig mot alla" (bellum omnium contra omnes), och människans liv är "ensamt, fattigt, smutsigt, djuriskt och kort" (solitary, poor, nasty, brutish and short). Detta är ett tillstånd ur vilket människan av sin mest grundläggande drivkraft, självbevarelsedriften, drivs att tillsammans med andra bilda en stat och ge upp sin makt till en suverän som får nästintill oinskränkt makt att härska över sina undersåtar.
Hobbes' landsman John Locke har en ljusare bild av naturtillståndet i Two Treatises on Government (1690): där råder en naturrätt som ger människan rätt till sig själv (property), och därmed rätt att genom sitt arbetes kraft anskaffa egendom och försvara den från orättvisa kränkningar, men behovet av att skaffa ett skydd mot allvarligare kränkningar driver människor att gå samman i ett "politiskt samfund" (Political Society) och delegera en del av sin makt till staten, som dock endast kan utöva den med folkets samtycke.
Hos Jean-Jacques Rousseau är naturtillståndet att betrakta närmast som ett paradisiskt lyckotillstånd: Rousseau ansåg bland annat att människan inte, som andra upplysningsfilosoferna hävdade, hade blivit lyckligare av vetenskapen och framstegen. En vanlig slogan som brukar användas för att sammanfatta Rousseaus filosofi är "Tillbaka till naturen!", något som han dock inte själv skrev.
Idén om naturtillståndet, liksom samhällskontraktet generellt, förlorade mycket av sin bärkraft under 1800-talet, men i och med att kontraktualistiska teorier återvann sin aktualitet i och med John Rawls A Theory of Justice (1971) återkom också diskussionen om vad som utgör människans naturtillstånd.
Rawls använder inte begreppet "naturtillstånd" i sig, men däremot tar han som utgångspunkt för sitt samhällsfördrag den så kallade "ursprungspositionen" (original position). I ursprungspositionen befinner sig människor bakom en "okunnighetens slöja" (veil of ignorance), som gör att de inte vet vilka de är, vilka åsikter, önskningar eller psykologiska böjelser de har. De grundläggande principer för statens organisering som de skulle komma överens om i denna position är enligt Rawls att betrakta som rättvisa.
Rawls använde kontraktualismen för att berättiga den socialliberala välfärdsstat som Rawls benämner egendomsägande demokrati, vilken vidare Rawls själv menar skiljer sig från välfärdsstaten då denna inte tar hänsyn till "de politiska friheternas skäliga värde", dvs. att välfärsstaten inte främjar individens substantiella möjlighet att fullfölja sitt livsprojekt och sin uppfattning om det goda. I sin kritik av Rawls försvarade Robert Nozick i boken Anarchy, State and Utopia (1974) en nyliberal nattväktarstat, genom att gå tillbaka till John Lockes kontraktualism. Nozicks naturtillstånd liknar på det hela taget Lockes, med vissa mindre ändringar.
Senare kontraktsteoretiker har också haft att ta ställning till begreppet "naturtillstånd". Så menar, för att nämna en av många författare, Ken Binmore i Game Theory and the Social Contract (1994-1998) att naturtillståndet ska betraktas som det tillstånd som vi befinner oss i idag. Därifrån kan och bör vi försöka föra samhället långsamt och successivt i den socialliberala riktning som Rawls föreställde sig, eftersom vi är utrustade med den typ av normer och värderingar som gör att detta ideal är någonting som vi finner attraktivt. (Binmores fulla resonemang är komplicerat.)
Antropologen Pierre Clastres drar från sitt etnografiska fältarbete slutsatsen att naturtillståndet är ett samhälle (stam) med politisk makt att bevara detta från split mellan dominerande och dominerade. Uppkomsten av en stat är inte ett framsteg utan en förlust av denna makt att upprätthålla jämlikhet. Offentliga riter (tatuering), som anger tillhörighet till stammen på lika villkor, kan sägas vara ett radikalt motsatt samhällskontrakt som inte instiftar någon stat, utan tvärtom motverkar den. Med myndighet och stat skapas tvärtom en militant individ i "allas krig mot alla".